# Американский бекасовидный веретенник
Американский бекасовидный веретенник (вариант: длинноклювый американский бекасовидный веретенник) (лат. Limnodromus scolopaceus) — небольшая птица семейства бекасовых.

## Описание

### Внешний вид
Длина — 29 см, вес — 88-131 грамм.

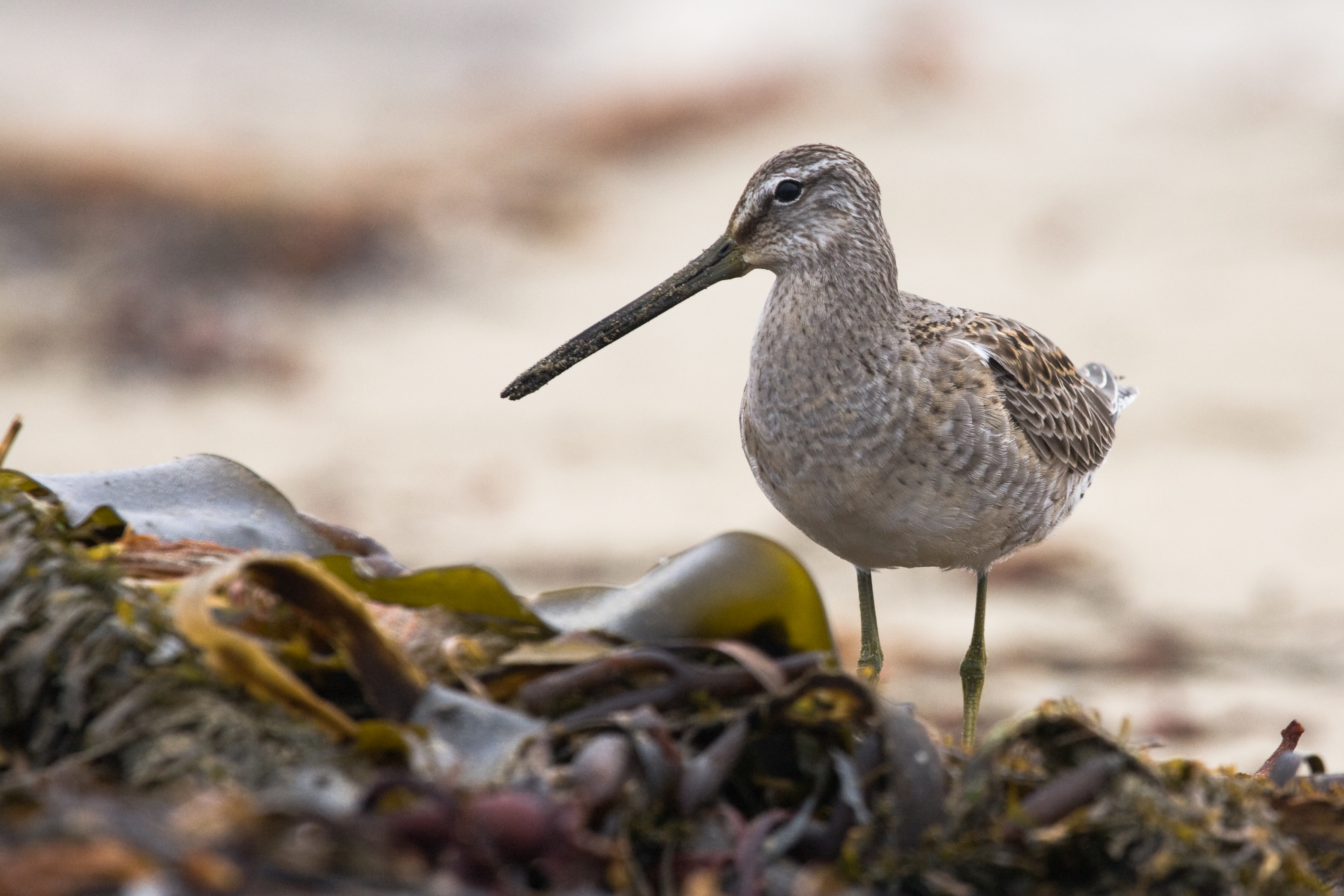

Летнее оперение. Спинная сторона черновато-бурой окраски, испещрена белыми и ржавыми поперечными пестринами. Нижняя часть спины белая. Надхвостье и верхние кроющие перья хвоста с чёрными поперечными полосками.
Передняя сторона шеи и зоб в бурых пятнах. Брюшная сторона ржаво-рыжая, испещрена беловатыми каёмками перьев и черноватыми пестринами, которые становятся более мелкими на горле и зобу, и наоборот — более крупными, поперечными на боках и подхвостье. Полы почти идентичны, самки обычно тяжелее, имеют более длинные крылья и клюв.
В зимнем оперение птица почти вся серая, зоб и грудь дымчатые, нижняя частью спины и брюшко белые.
У молодых птиц перья спины дымчатые с ржавыми каемками, а брюшная сторона охристо-дымчатая с пестринами.

### Голос
Голос — быстрый четырёхсложный свист

## Ареал и места гнездования
Перелётная птица.
Населяет главным образом тундры Северной Америки, но также заходит в Восточную Сибирь. В России распространён от низовьев Индигирки до Чукотского полуострова. До 1950-х годов в Азии отмечался только в бассейне реки Анадыря. В настоящее время установлено гнездование вида в тундрах от Чукотки к западу до бассейна Анабара. Единственная находка в Красноярском крае в урочище Ары-Мас. С небольшой численностью, но постоянно гнездится на острове Врангеля. Спорадически гнездится в среднем и нижнем течении Анадыря и по всему бассейну Канчалана. Южная граница распространения на Чукотке совпадает с границей зональных тундр. Зимует в Северной Америке и Центральной Америке, от южных частей Северной Америки до Бразилии, Гватемалы и морских берегов Перу.

## Места обитания
Заболоченные тундровые низины, поросшие осокой, по берегам мелких, преимущественно пойменных озёр. В местах гнездовий предпочитает субарктические тундры и лесотундру. В тундроподобных местообитаниях гнездится также и южнее границы леса.

## Питание
Пищу добывают, глубоко погружая клюв в почву. Основу рациона составляют насекомые, моллюски и другие беспозвоночные.

## Размножение
Ежегодная плотность гнездования и распределения вида в пределах ареала подвержены значительным изменениям. Гнезда хорошо замаскированы в растущей траве. В полной кладке 4 яйца, оливково-охристого цвета с тёмно-бурыми размытыми пятнами. Размер яиц примерно 44,5 х 30,5 мм, вес около 21 г. Длительность насиживания около 20 дней. На гнезде сидит плотно и вылетает из-под ног. Первоначально кладку насиживает главным образом самка, к концу гнездования — самец. Птенцов водит самец.